# Nikos Ziamparīs
Nikolaos Ziamparīs, detto Nikos (in greco Νικόλαος "Νίκος" Ζιαμπάρης?; Serres, 18 febbraio 1991), è un ex calciatore greco, di ruolo difensore.

## Carriera
Ha giocato nella massima serie dei campionati greco e cipriota.